# فورباخ (بادن)
فورباخ (به آلمانی: Forbach) یک شهر در آلمان است که در Rastatt واقع شده‌است.

## خواهرخوانده
شهرهای مونته‌ماجیوره ال متائورو و Andilly خواهرخوانده‌های فورباخ (بادن) هستند.